# Ursulinenklooster (Leuven)

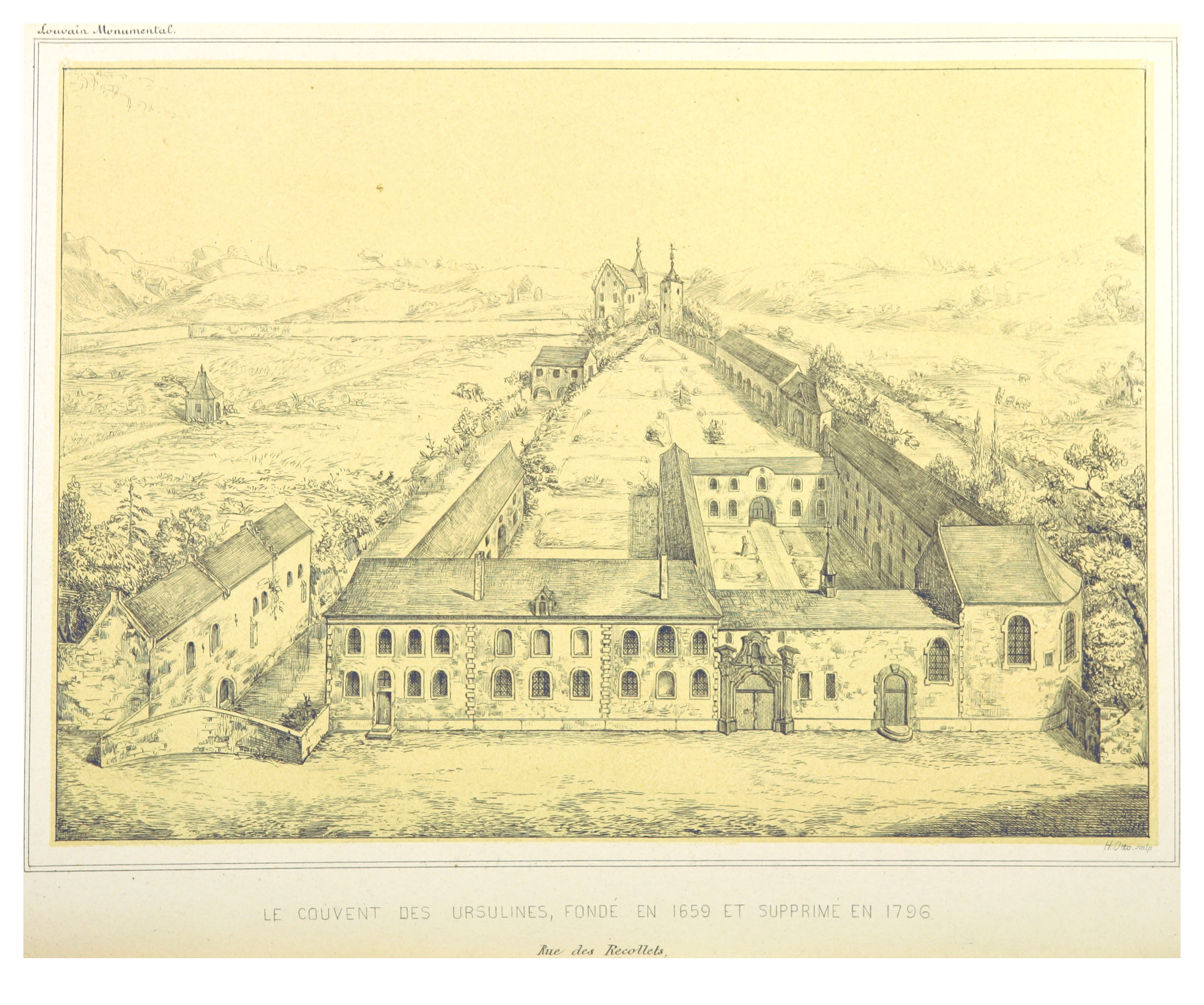
Ursulinenklooster.
Links: Grote Dijle, rechts: Kleine Dijle, vooraan: Minderbroedersstraat, achteraan: Janseniustoren en Ursulinensluis

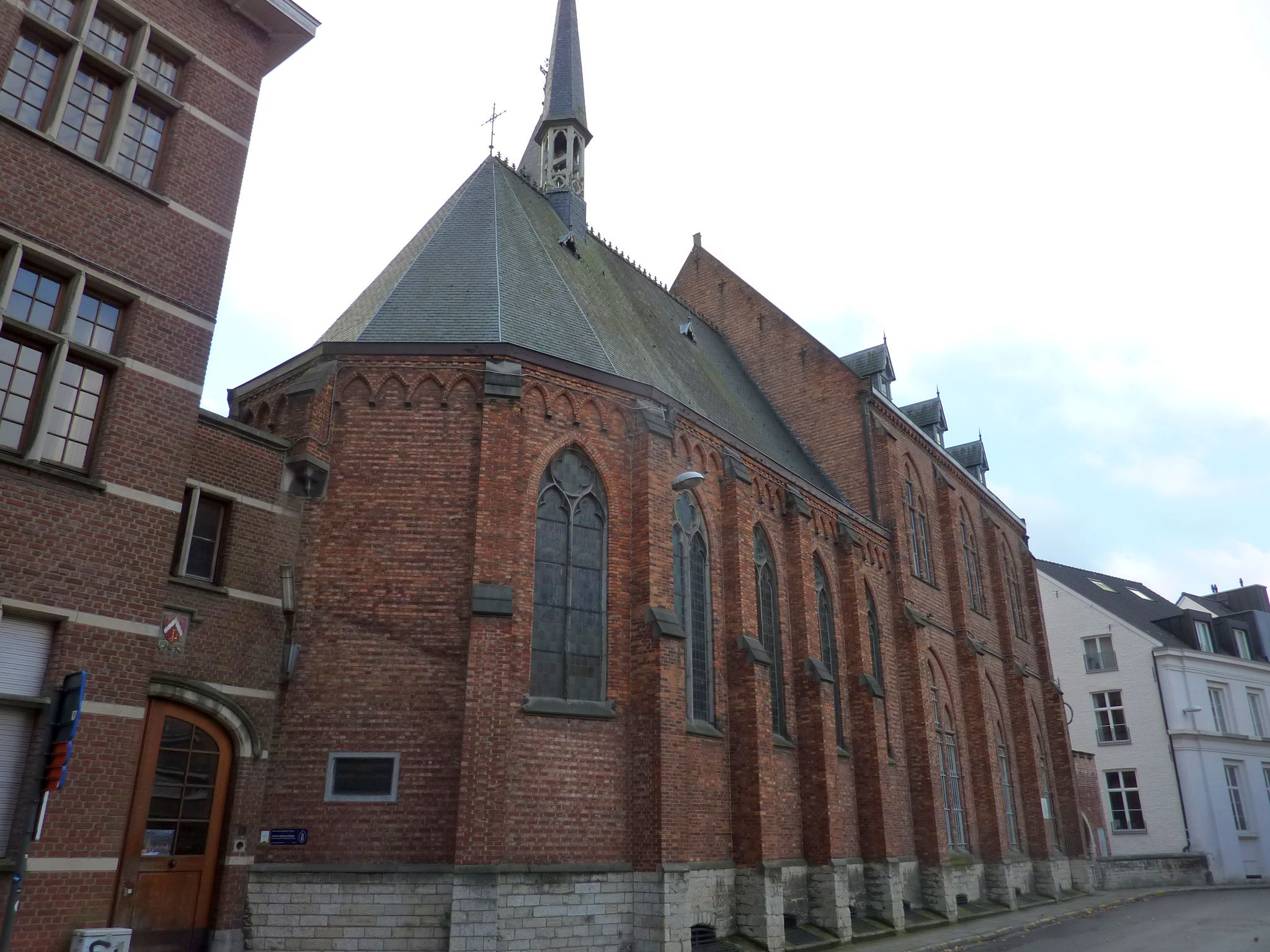
Tegenwoordig, het Justus Lipsiuscollege

Het Ursulinenklooster (1659-1798) van Leuven (België) was een kloostergemeenschap met onderwijs aan meisjes, in de Zuidelijke Nederlanden. Het bevond zich in de Minderbroedersstraat, op een driehoekig perceel met als 3 zijden: Minderbroedersstraat, de Dijle (ook Grote Dijle genoemd) en de kleine Dijle, de tweede arm van de Dijle. 
Vandaag staat op het perceel het Justus Lipsiuscollege van de Katholieke Universiteit Leuven.

## Historiek
In 1659 kochten de ursulinen van de stad Hoei (prinsbisdom Luik) een huis in Leuven (hertogdom Brabant). Het ging om een driehoekig perceel aan de Minderbroedersstraat. Zeven zusters uit Hoei startten de kloostergemeenschap. De stad Leuven gaf hen de toelating onderwijs voor meisjes te organiseren; de zusters deden ook de opleidingen van huismeiden en arbeidsters. In 1671 was de kloosterkerk af; het was een kleine kerk aan de straatkant.
In 1685 werd het klooster belangrijk vergroot. Hierbij werd de oudste ringmuur van de stad, die langs de Kleine Dijle liep, opgenomen in de kloostergebouwen. De zusters bezaten een sluis over deze Dijle-arm die Ursulinensluis genoemd wordt. Deze sluis lag tegenover de Janseniustoren en naast het refugiehof van de abdij van Tongerlo.
In 1753 volgde nog een uitbreiding, waarbij het Ursulinenklooster haar grootste omvang kende. Zij bepaalde het straatbeeld van de Minderbroedersstraat.
Met het Franse Bewind keerde het tij voor de zusters, meer bepaald in 1798. Op 13 januari 1798 kregen de 23 resterende Ursulinnen het verbod nog sluiers te dragen; op 1 juni werden ze verdreven uit het klooster. Op 16 oktober werd het kloosterpand verkocht en op 21 oktober de meubels. In 1799 sloopte de nieuwe eigenaar de kerk en een deel van het klooster. Er kwam een herewoning in de plaats. 
Rond 1860 kocht de Katholieke Universiteit Leuven het kloosterdomein, waar nog enkele kloostergebouwen overeind stonden. Zij bouwde er het Justus Lipsiuscollege.
De Ursulinensluis is vandaag beschermd erfgoed.